# (19079) Hernández
19079 Hernandez (1967 KC) – planetoida z pasa głównego asteroid okrążająca Słońce w ciągu 5,12 lat w średniej odległości 2,97 j.a. Odkryta 31 maja 1967 roku.